# محافظة لولا
Lola هي محافظة غينية تقع في إقليم نزيريكوري وعاصمتها هي لولا . تبلغ مساحة المحافظة 4،688 كيلومتر مربع ويبلغ عدد سكانها 171561 نسمة.

## المحافظات الفرعية
تنقسم المحافظة إدارياً إلى 9 محافظات فرعية :
1. لولا مركز
2. بوسو
3. فومبادو
4. غاما
5. غياسو
6. كوكوتا
7. لان
8. نزو
9. تونكراتا